# Mala Račna
Mala Račna is een plaats in Slovenië en maakt deel uit van de gemeente Grosuplje in de NUTS-3-regio Osrednjeslovenska. De plaats telde 196 inwoners op 1 januari 2020.